# توني بيرن
توني بيرن (بالإنجليزية: Tony Byrne) (6 يوليو 1930 – 27 أبريل 2013) هو ملاكم آيرلندي راحل، مثّل بلاده في الألعاب الأولمبية الصيفية 1956 وحقق الميدالية البرونزية في فئة الوزن الخفيف.

## روابط خارجية
توني بيرن على موقع أوليمبيديا (الإنجليزية)